# Karl Banghard (Prähistoriker)
Karl Banghard (* 23. Oktober 1966) ist ein deutscher Prähistoriker. Seit 1. Dezember 2002 ist er Direktor des Archäologischen Freilichtmuseums Oerlinghausen.

## Leben
Nach dem Studium an der Ruprecht-Karls-Universität Heidelberg und der Rheinischen Friedrich-Wilhelms-Universität Bonn trat Banghard im Archäologischen Museum Colombischlössle Freiburg eine Stelle als wissenschaftlicher Volontär an. Dort gestaltete er neben zahlreichen Sonderausstellungen die stein- und bronzezeitliche Dauerausstellung neu. Ab 1. Januar 1995 arbeitete er im Pfahlbaumuseum Unteruhldingen. Seine Aufgabe war unter anderem der Aufbau der zentralen Dauerausstellung im 1996 eröffneten Eingangsgebäude, die Leitung der Museumspädagogik und die Redaktion der Zeitschrift Plattform. Zusammen mit Gunter Schöbel konzipierte und verwirklichte er den ersten Nachbau eines Pfahlbaues in der deutschen Nachkriegsgeschichte nach dem Vorbild eines Hauses der jungneolithischen Hornstaader Gruppe. Der Bau erhielt durch ein von Banghard initiiertes, viel beachtetes Special der Sendung mit der Maus eine breite Resonanz.
Ab 1998 leitete Banghard den Aufbau des Freilichtbereiches des Federseemuseums Bad Buchau, damals das größte prähistorische Freilichtprojekt in Deutschland seit 1945. 1999–2002 initiierte und leitete er den Bau der Bachritterburg Kanzach, der ersten Rekonstruktion einer mittelalterlichen Holzburg im deutschsprachigen Raum. Seit 1. Dezember 2002 leitet er das Archäologische Freilichtmuseum Oerlinghausen.
Banghard ist Kurator der Euronatur-Stiftung, Vorstandsmitglied der Museumsinitiative Ostwestfalen, Mitglied des wissenschaftlichen Beirates der Gesellschaft zur Förderung der Archäologie in Ostwestfalen und der Zeiteninsel Marburg sowie Mitglied des ökologischen Beirates des LVR-Freilichtmuseums Lindlar.
Karl Banghard ist Sohn des Journalisten Karl Banghard. Er ist mit der Vor- und Frühgeschichtsprofessorin Eva Stauch verheiratet.

## Fernseh-Beitrag
- Rechtsextreme in der Wikingerszene, (youtube-Version), Arte 3. Januar 2024

## Trivia
Die Figur des Raumschiffkommandeurs Barl Khangard in den Perry-Rhodan-Romanen Hermann Ritters geht auf Karl Banghard zurück.
Im Sommer 2000 schmuggelte der Aktionskünstler und Arzt Klaus Heid selbstgemachte Artefakte der erfundenen sibirischen „Khuza-Kultur“ in die nationale Millenniumsausstellung im Berliner Martin Gropiusbau „7 Hügel – Bilder und Zeichen des 21. Jahrhunderts“. Den archäologischen Teil dieser Satire übernahm Karl Banghard. Der Vorgang führte zu einer ausführlichen Debatte in den deutschen Leitmedien zur Inszenierung von Wissenschaft.

## Publikationen
Bis 2020 veröffentlichte Banghard 78 wissenschaftliche Fachartikel und Monografien.
- Karl Banghard: Die wahre Geschichte der Germanen: Die faszinierende Lebenswelt der Germanen jenseits von Mythos und völkischer Ideologie[15],  Propyläen Verlag, 2025, ISBN 978-3549100905